# Master Gardener
Master Gardener ist ein Drama von Paul Schrader, das am 3. September 2022 bei den Internationalen Filmfestspielen von Venedig seine Premiere feierte.
Das Werk ist der letzte Teil einer unbetitelten Filmtrilogie, die der US-amerikanische Regisseur und Drehbuchautor mit First Reformed (2017) und The Card Counter (2021) begonnen hatte.

## Handlung
Narvel Roth kümmert sich gemeinsam mit einem kleinen, engagierten Team als Gärtner der Gracewood Gardens mit viel Liebe um die Pflege des Anwesens, das der wohlhabenden Witwe Mrs. Norma Haverhill gehört. Er lebt auf dem Gelände in einem kleinen Häuschen. Narvel versucht, sein altes Leben hinter sich zu lassen und hat sein Leben dem Studium von Samen und Pflanzen und deren Pflege gewidmet. Er war in ein Zeugenschutzprogramm aufgenommen worden, nachdem er genügend belastende Informationen geliefert hatte, um einige seiner weißen Rassistenfreunde hinter Gitter zu bringen. An seine eigene, gewalttätige Vergangenheit erinnern lediglich noch seine Tattoos, darunter Totenköpfe, Hakenkreuze und ähnliche Symbole.
Mrs. Haverhill nimmt ihre eigensinnige, Anfang 20-jährige Großnichte Maya als Lehrling in der Gärtnerei auf, und zwischen ihr und Narvel entwickelt sich eine Liebesbeziehung. Narvel muss sich nun auch mit der Vergangenheit Mayas auseinandersetzen.

## Produktion
Regie führte Paul Schrader, der auch das Drehbuch schrieb.
In den Hauptrollen sind Joel Edgerton als der Gärtner Narvel Roth und Sigourney Weaver als seine Arbeitgeberin Mrs. Haverhill zu sehen. Zuletzt standen sie gemeinsam für Ridley Scotts Exodus: Götter und Könige vor der Kamera, in dem sie Mutter und Sohn spielten. Quintessa Swindell spielt Haverhills Nichte Maya. Jared Bankens ist in der Rolle von Mayas Dealer RG zu sehen, für den sie manchmal arbeitet. Dessen Kumpel Sissy wird von Matt Mercurio gespielt.
Der Film ist der letzte Teil einer unbetitelten Trilogie Schraders, die er mit First Reformed (2017) und The Card Counter (2021) begonnen hatte. Eigenen Angaben zufolge würden sich alle Teile an denselben Themen abarbeiten. Die kammerspielartigen Werke stellen jeweils eine männliche Hauptfigur in den Mittelpunkt, die vor dem Hintergrund „eines angespannten, gespaltenen Milieus des zeitgenössischen Amerikas“ agiert. „Hier ist ein Mann, der das Gefühl hat, bestraft werden zu müssen, der darauf wartet, dass diese Bestrafung kommt, und dann stattdessen hofft, dass die Bestrafung eine Art Erlösung sein wird“, so Schrader. Obwohl er kurz vor Ende der Dreharbeiten in New Orleans unter schwerwiegenden gesundheitlichen Problemen litt, setzte er die Arbeit an dem Film fort. Bei allen drei Teilen arbeitete Schrader mit Kameramann Alexander Dynan zusammen.
Die Filmmusik komponierte der Singer-Songwriter Devonté Hynes. Das Soundtrack-Album mit insgesamt 28 Musikstücken wurde am 19. Mai 2023 von Milan Records als Download veröffentlicht.
Die Premiere des Films erfolgte am 3. September 2022 bei den Internationalen Filmfestspielen von Venedig. Im Oktober 2022 wurde er beim New York Film Festival gezeigt. Am 19. Mai 2023 kam der Film in ausgewählte US-Kinos. Den Vertrieb in Deutschland übernahm Leonine Distribution.

## Rezeption

### Kritiken
Von den bei Rotten Tomatoes aufgeführten Kritiken sind 69 Prozent positiv.
Leila Latif von IndieWire schreibt, Joel Edgerton sei in der Rolle von Narvel Roth absolut phänomenal. Paul Schraders Talent für komplizierte Antihelden, das wohl in den 1970er Jahren seinen Höhepunkt erreichte, als er Taxi Driver schrieb und mit Blue Collar sein Regiedebüt gab, sei ein Archetyp, für den Edgerton eindeutig geboren wurde. Neben Ethan Hawke und Oscar Isaac habe Schrader jetzt wieder Edgerton die Möglichkeit gegeben, die breite Palette seiner Fähigkeiten zu zeigen, oberflächlich menschlich, im Innersten jedoch tief gequält. Edgerton bringe dies mit seinem Gesicht und seinen fast skelettartig scharfen Wangenknochen und tiefliegenden blauen Augen zum Ausdruck.

### Auszeichnungen
Hollywood Music in Media Awards 2023
- Nominierung als Bester Song – Independent Film (Space and Time, S.G. Goodman und Mereba)[15]